# Cayuga (jezioro)
Jezioro Cayuga – jezioro w Stanach Zjednoczonych, w stanie Nowy Jork, w hrabstwach Cayuga, Seneca oraz Tompkins. Jezioro jest drugim co do wielkości (po jeziorze Seneca) oraz najdłuższym jeziorem regionu Finger Lakes.

## Miasta, wioski i osady położone nad jeziorem
Na południowym krańcu jeziora leży Ithaca, gdzie mieszczą się uniwersytety Ithaca oraz Cornell. 

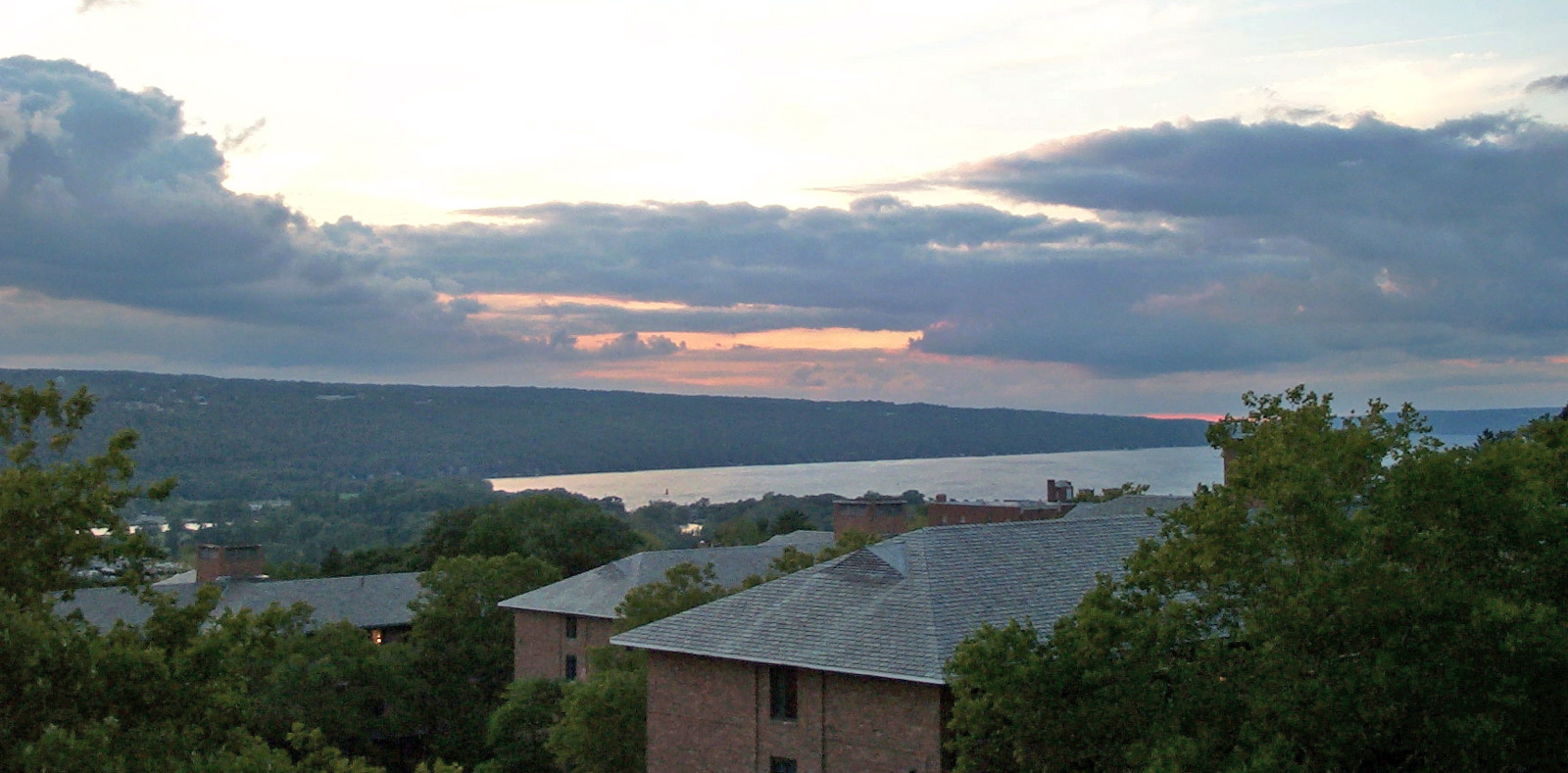
Widok na jezioro z Uniwersytetu Cornella

Wioski oraz osady położone na wschodnim wybrzeżu to Myers, King Ferry, Aurora, Levanna, Union Springs oraz Cayuga.
Wioski oraz osady położone na zachodnim wybrzeżu to Sheldrake, Poplar Beach oraz Canoga.

## Geografia
Współrzędne jeziora to: 42°41′00″N 76°41′46″W. Jezioro jest położone 116,4 m n.p.m.
Kanał Erie łączy jezioro z jeziorem Ontario oraz z jeziorem Seneca poprzez rzekę Seneca.
Na jeziorze znajdują się dwie małe wyspy: Frontenac Island oraz Canoga Island.
Północną część jeziora zajmują tereny bagienne. Ta część jeziora jest ważnym przystankiem w migracjach ptaków oraz jest chroniona poprzez Narodowy Rezerwat Przyrody Montezuma

## Wędkarstwo
Populacja ryb w jeziorze jest kontrolowana, dozwolone jest wędkarstwo sportowe.
Gatunki ryb, które zamieszkują jezioro to palia jeziorowa, łosoś szlachetny, salmo trutta, pstrąg tęczowy, bass małogębowy, aloza tęczowa, pomoxis czarny, bass niebieski, szczupak amerykański, bass wielkogębowy, szczupak pospolity, bass słoneczny, bass czerwonooki oraz okoń żółty.